# 布拉日洛涅-博瓦尔
布拉日洛涅-博瓦尔（法語：Bragelogne-Beauvoir，法語發音：[bʁaʒlɔɲ bovwaʁ]）是法国奥布省的一个市镇，位于该省南部偏东，属于特鲁瓦区。

## 历史
布拉日洛涅-博瓦尔成立于1973年，由原市镇布拉日洛涅（Bragelogne）和萨尔斯河畔博瓦尔（Beauvoir-sur-Sarce）合并而成。

## 地理
布拉日洛涅-博瓦尔（47°58'6"N, 4°15'55"E）面积23.39 平方千米，位于法国大東部大區奥布省，该省份为法国中北部省份，北起马恩省，西接塞纳-马恩省，西南至约讷省，东南至科多尔省，东临上马恩省。
与布拉日洛涅-博瓦尔接壤的市镇（或旧市镇、城区）包括：巴涅拉福斯、巴尔诺拉格朗日、沙讷、莱里塞、莫莱姆、韦尔托、阿尔托奈。
布拉日洛涅-博瓦尔的时区为UTC+01:00、UTC+02:00（夏令时）。

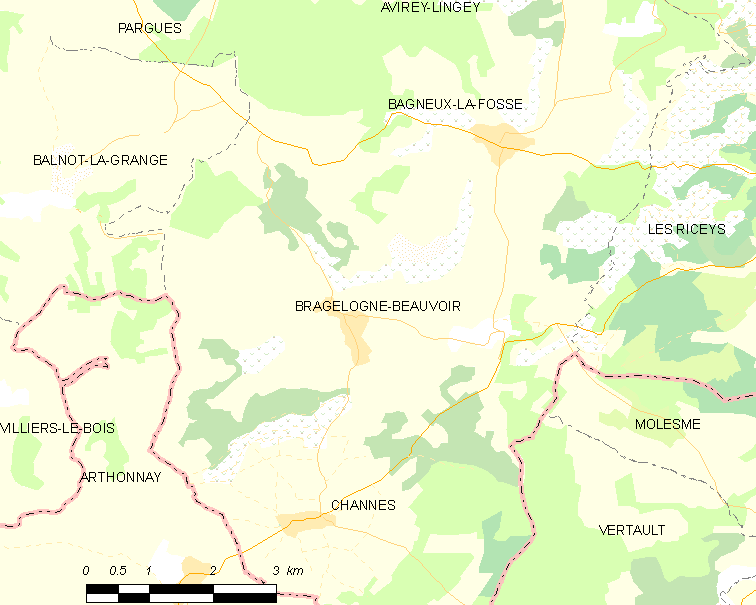
布拉日洛涅-博瓦尔的OSM定位图

## 行政
布拉日洛涅-博瓦尔的邮政编码为10340，INSEE市镇编码为10058。

## 政治
布拉日洛涅-博瓦尔所属的省级选区为莱里塞县。

## 交通
奥布省省道D32线、D37线、D82线、D125线和D452线经过境内。

## 人口

1962-2008年间布拉日洛涅-博瓦尔人口变化图示

布拉日洛涅-博瓦尔于2022年1月1日时的人口数量为221人。